# Khobz mzouweq
Le khobz mzouweq est un pain de la ville de Rabat, préparé pour les grandes occasions, notamment les fêtes religieuses, les mariages et les baptêmes, ainsi que durant le mois sacré de Ramadan. Il est fait à base de farine, de graines d'anis et de sésame, de gomme arabique et d'eau de fleur d'oranger. Sa particularité provient de ses formes artistiques ainsi que des décorations minutieuses d'où son nom, mzouweq, qui veut dire en arabe marocain « décoré ».

## Préparation
La préparation de ce type de pain est soumise à des règles strictes. Elle demande du temps, de la dextérité et de la finesse.
Durant sa préparation, la texture de la pâte ne doit être ni molle ni dure, les boules doivent être de la même taille, identiques et homogènes, et doivent reposer 5 minutes avant d'être étalées. 
Chaque galette doit être décorée avec une roulette dentelée, une fourchette ou un emporte-pièce. Il est nécessaire de faire des entailles tout autour de la galette et pincer avec le pouce et l'index pour réaliser des pétales,. 
Une autre façon de décoration, qu'on recommande également, stipule d'effectuer les dessins sur la galette par un couteau à émincer, la couvrir et la laisser reposer. Une fois la galette dessinée levée, il faut badigeonner sa face de jaune d'œuf, la mettre au four et contrôler sa cuisson. 

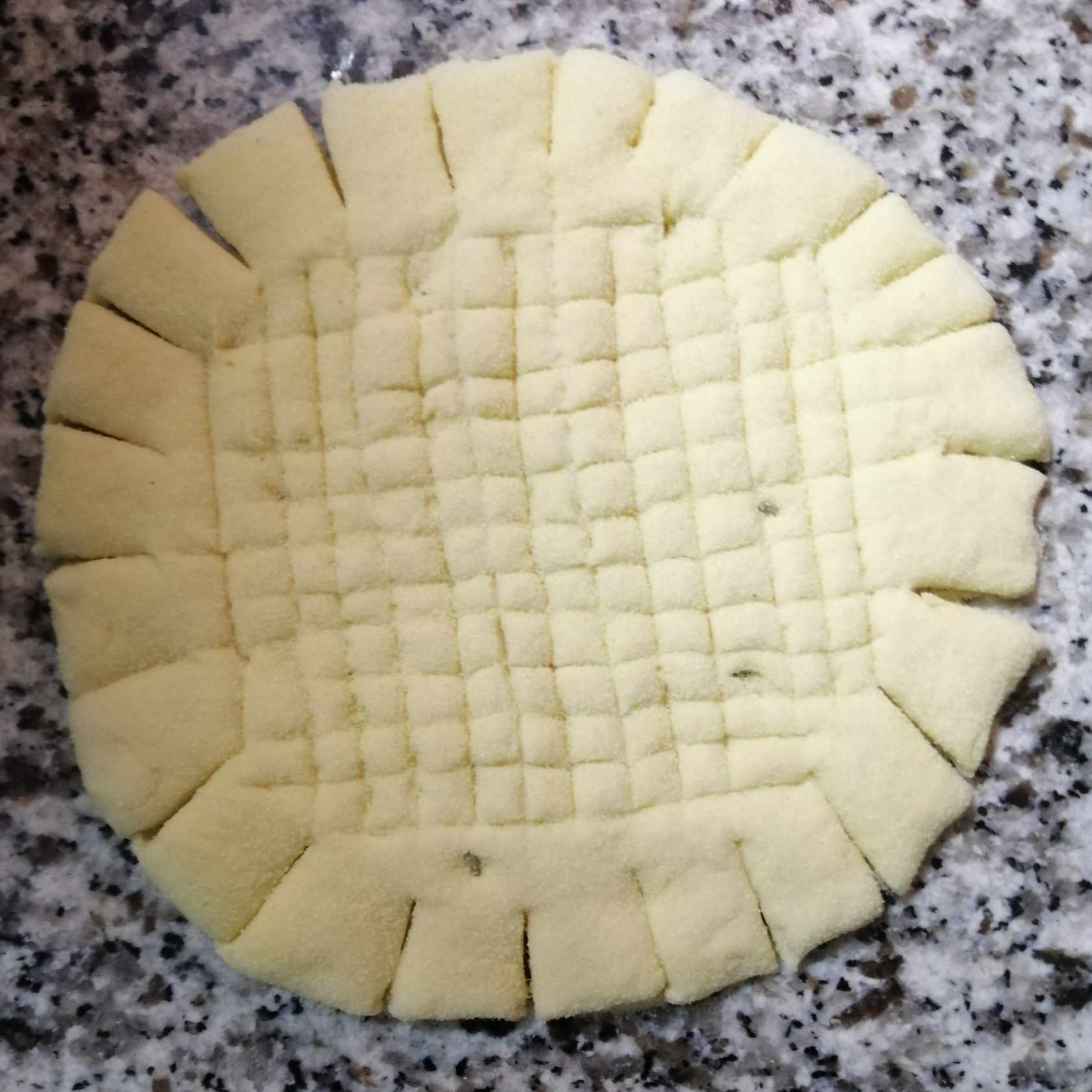
Pain dessiné en préparation avec entailles.
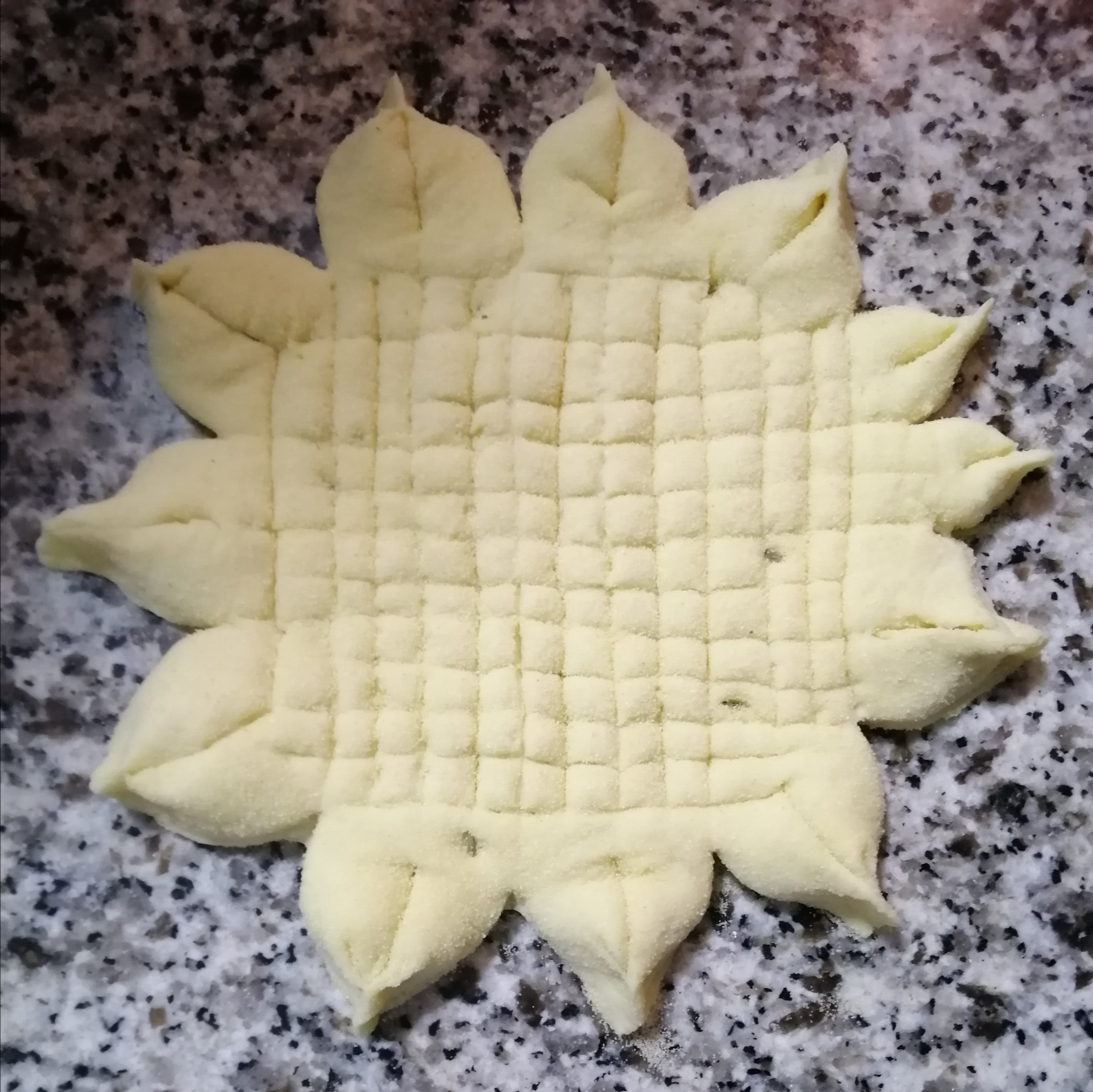
Pain décoré en préparation.